# Derris trifoliata
Derris trifoliata är en ärtväxtart som beskrevs av João de Loureiro. Derris trifoliata ingår i släktet Derris och familjen ärtväxter. Inga underarter finns listade i Catalogue of Life.

## Bildgalleri

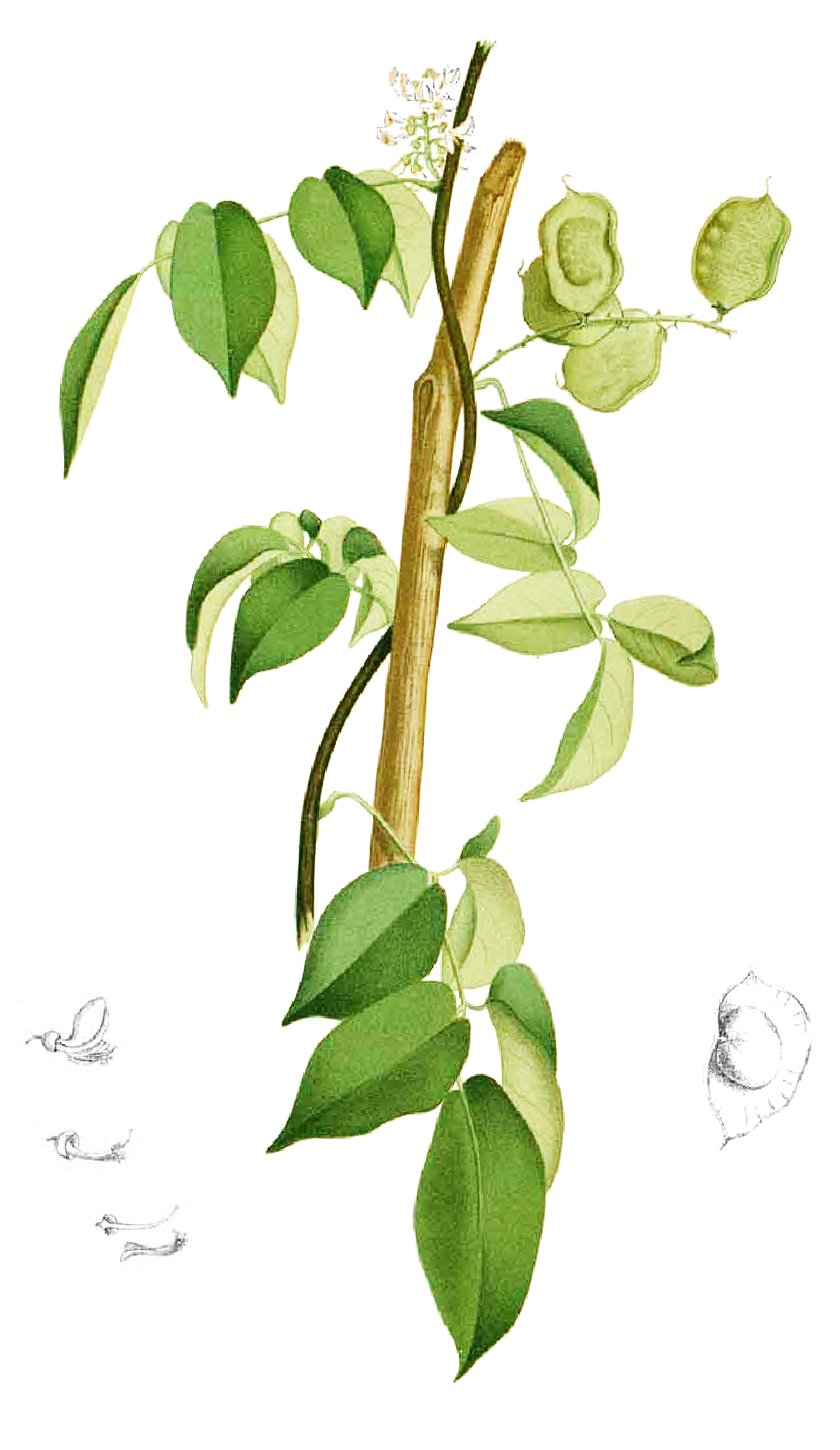
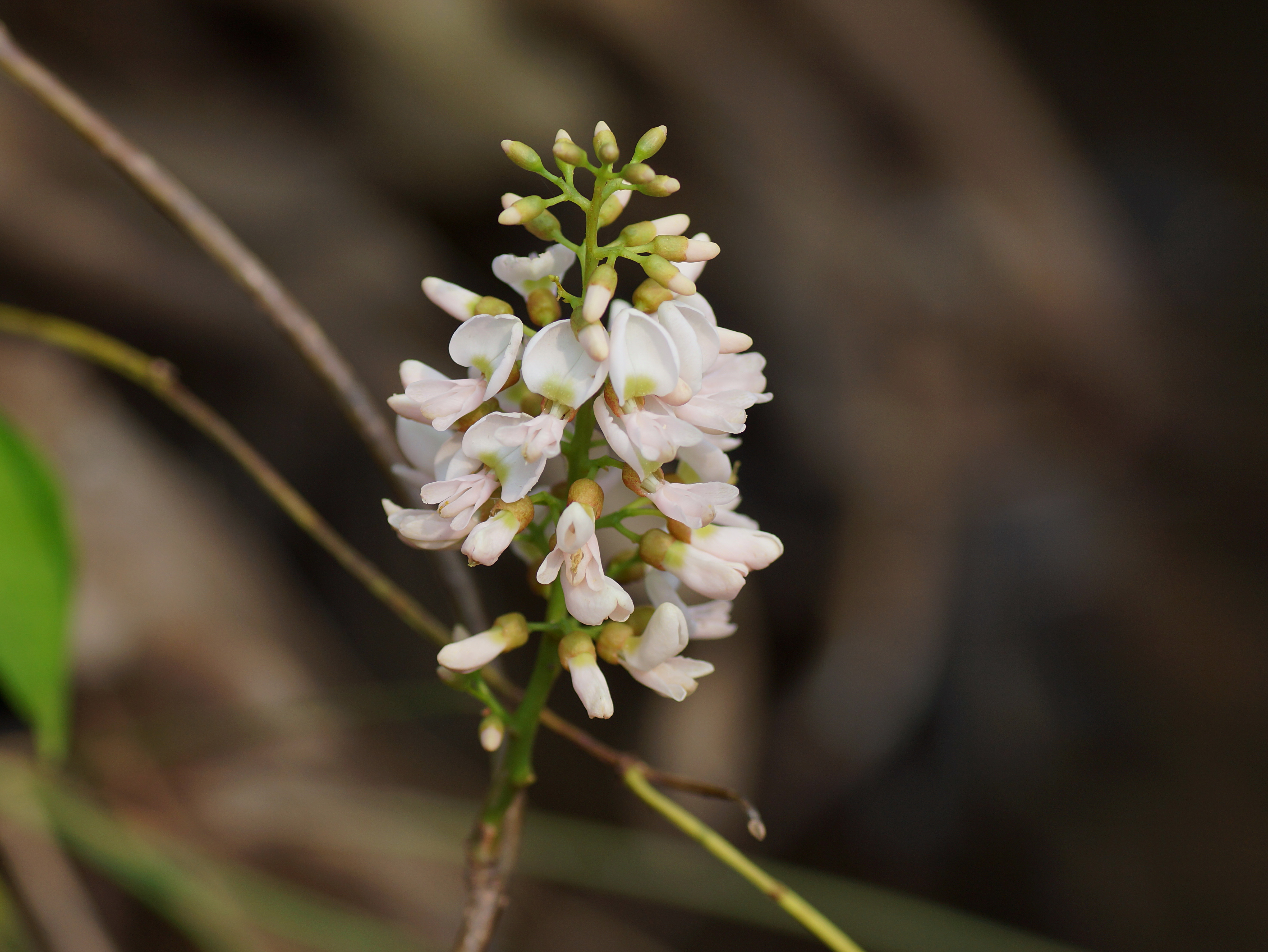
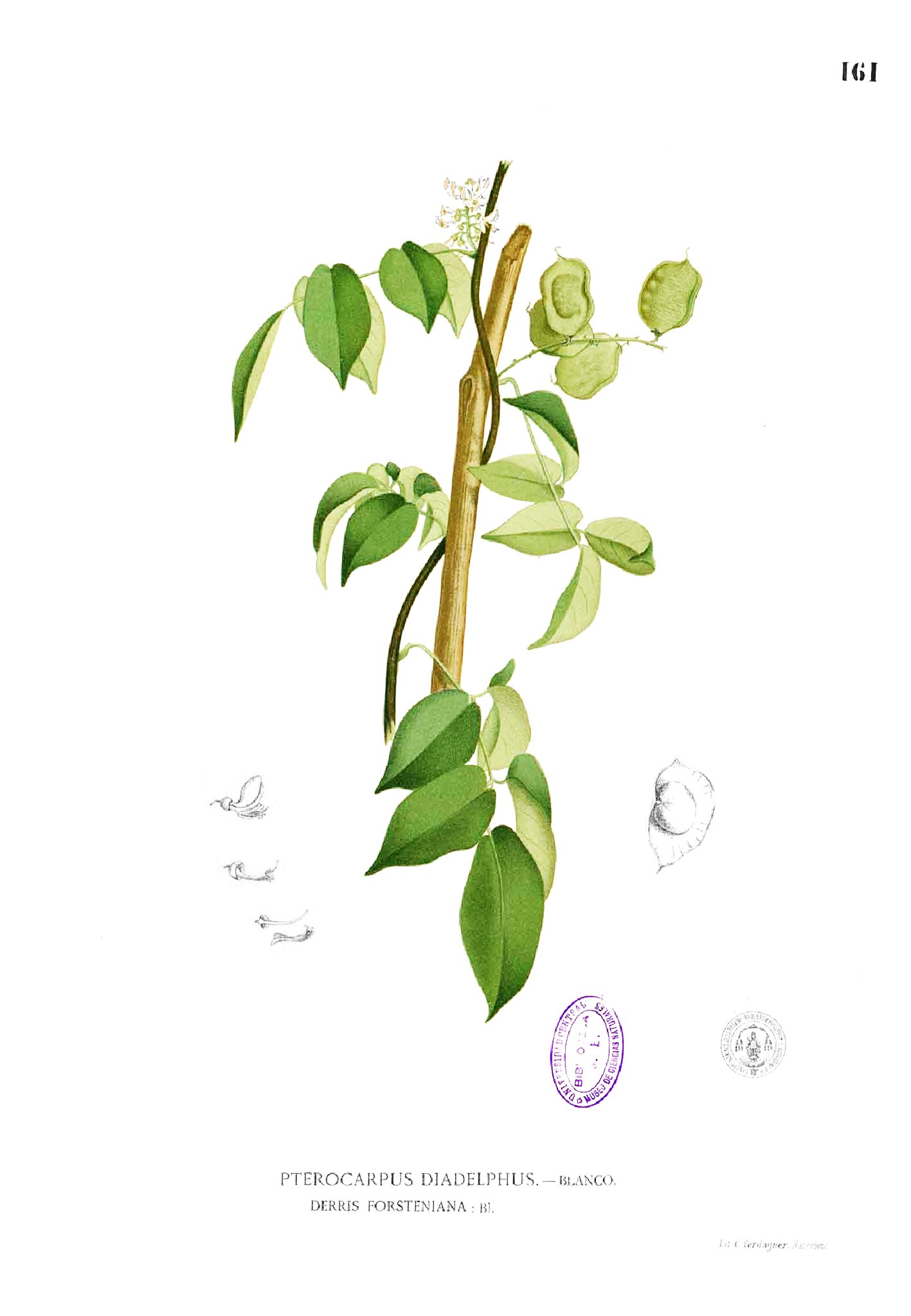
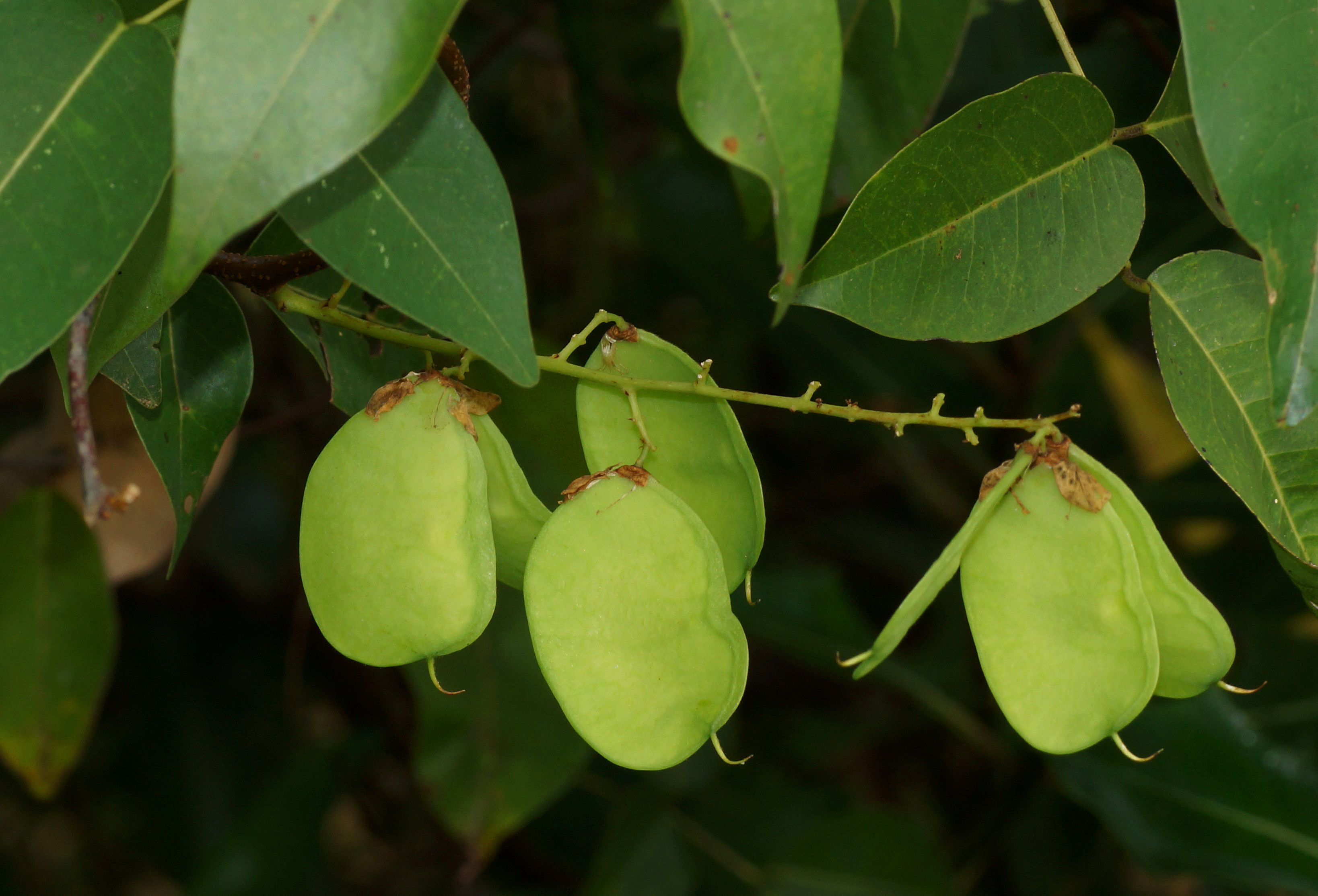